# Ogrody (Biłgoraj)
Ogrody – jedno z 12 osiedli (jednostek pomocniczych gminy), na jakie podzielone jest miasto Biłgoraj.

## Dane ogólne
Ogrody znajdują się we wschodniej części miasta. Sąsiadują ze Środmieściem (od zachodu), Piaskami (od południa) oraz osiedlem Sitarska - Kępy (od północy).
Zachodnią granicą osiedla jest ulica Długa, południową ulica Partyzantów, natomiast północną ciąg ulic ks. Józefa Chmielewskiego i 11 Listopada. Po stronie wschodniej Ogrody sięgają granicy miasta.
Obszar Ogrodów w większej części zajmuje budownictwo jednorodzinne. Kilka kwartałów między ulicami jest zajęte przez osiedle bloków mieszkalnych. We wschodniej części osiedla jeszcze znajdują się stopniowo zabudowywane łąki i nieużytki. Według Miejscowego Planu Zagospodarowania Przestrzennego tereny te docelowo także są w większości przeznaczone dla domów jednorodzinnych.
Na terenie Ogrodów znajduje się Zespół Szkół Budowlanych i Ogólnokształcących; oprócz budynku szkolnego i internatu obejmuje on place rekreacyjno-sportowe z boiskami oraz krytą pływalnię. Obiekty te są ogólnodostępne i służą mieszkańcom osiedla oraz miasta. W północnej części osiedla zlokalizowany jest kościół katolicki pw. św. Jana Pawła II.
Organem uchwałodawczym osiedla jako jednostki pomocniczej gminy miejskiej Biłgoraj jest Rada Osiedla. Organ wykonawczy to Zarząd Osiedla.

## Informacje historyczne
Od momentu lokacji Biłgoraja w drugiej połowie XVI w. obszar dzisiejszego osiedla Ogrody stanowił niezabudowaną przestrzeń, położoną za wschodnią granicą miasta. Teren ten był zagospodarowany jako łąki, pastwiska i ogrody miejskie aż do XIX w.  Dzisiejsza nazwa osiedla jest pozostałością dawnego sposobu użytkowania obszaru.
Na przełomie XIX i XX w. dawną drogę gospodarczą, która dotąd obiegała miasto od wschodu, przekształcono w ulicę. Obecnie nosi ona miano Długiej i stanowi zachodnią granicą Ogrodów. W 1914 r. wybudowano kolej wąskotorową, która łączyła Biłgoraj ze Zwierzyńcem. Jej przebieg był tutaj południkowy: biegła prawie równolegle do wymienionej ulicy i odcinała obszar dzisiejszych Ogrodów od miasta.
W okresie międzywojennym (1918-1939) teren Ogrodów, odseparowany od miasta przez torowiska kolejowe, nie uległ większym przemianom. Prawie wcale nie rozwijała się tutaj zabudowa mieszkalna; funkcjonowała natomiast cegielnia, której pozostałością jest dzisiaj nazwa ulicy Cegielnianej.
W pierwszej połowie lat 70. XX w. zdemontowano torowiska opisanej kolei wąskotorowej, a w miejscu dawnych nasypów kolejowych wytyczono obecną aleję 400-lecia. Wówczas też rozpoczął się proces szybkiej zabudowy obszaru Ogrodów. W latach 80. XX w. wybudowano obecnie istniejące blokowiska.
Osiedle Ogrody jako jednostkę podziału administracyjnego w obecnym kształcie formalnie powołano do życia Uchwałą Rady Miasta w Biłgoraju z dnia 25 sierpnia 2004 r.